# La familia del anticuario

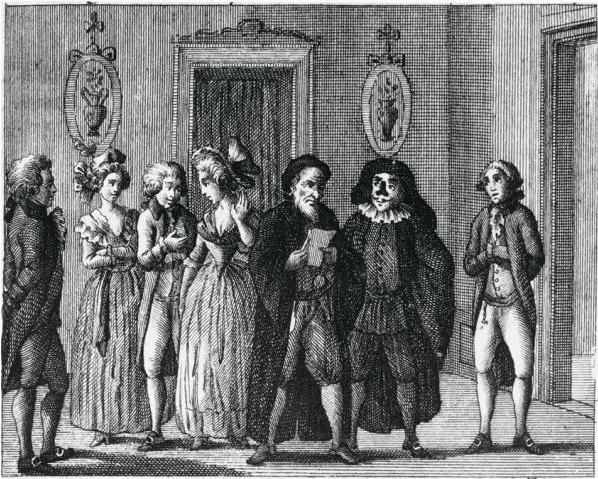

La familia del anticuario (La famiglia dell'antiquario en su idioma original) es una obra de teatro en tres actos y en prosa del dramaturgo italiano Carlo Goldoni, estrenada con motivo del Carnaval de Venecia de 1750 y publicada en 1752.

## Argumento
El conde Anselmo, de rancia familia nobiliaria, ha llevado a la ruina a la familia por su afición a adquirir antigüedades, con la paradoja de que es un gran desconocedor de la materia y por tanto es fácilmente timado. Con el fin de mejorar la situación financiera de la casa, consigue casar a su hijo con Doralice, hija de Pantalone, un rico burgués. Ello con la oposición de la condesa Isabella, que reniega del matrimonio morganático. La ruina acecha de nuevo ya que Anselmo persiste en su afición, pese a los consejos de Pantalone, que finalmente toma las riendas de la hacienda familiar.